# Тегафур
Тегафур — цитостатический противоопухолевый химиотерапевтический лекарственный препарат из группы антиметаболитов, антагонистов пиримидинов.

## Фармакологическое действие
Противоопухолевое действие тегафура обусловлено 5-фторурацилом, высвобождающимся в организме в результате метаболизма тегафура. По сравнению с 5-фторурацилом тегафур обычно лучше переносится больными. На кроветворение тегафур действует подобно фторурацилу, вызывая в больших дозах лейкопению, тромбоцитопению и анемию. При приёме внутрь тегафур быстро и полностью всасывается.

## Показания к применению
Тегафур применяется при злокачественных опухолях желудка, раке толстой и прямой кишки, раке молочной железы, раке поджелудочной железы, при ретикулёзе кожи, а также при диффузных нейродермитах и эндогенных увеитах.

## Способ применения
Раствор натриевой соли тегафура вводят внутривенно ежедневно 1—2 раза в сутки с интервалом между введениями 12 ч. Суточная доза тегафура при введении внутривенно составляет обычно 30 мг/кг, но не более 2 г. Общая курсовая доза тегафура — 30—40 г.
Внутрь назначают тегафур в капсулах. Суточная доза тегафура внутрь — 1,6—2,0 г (30 мг/кг) в 2 приёма с промежутком 12 ч. Общая курсовая доза тегафура — 40—60 г. При необходимости проводят через 1,5—2 мес. повторные курсы лечения тегафуром.
При кожных лимфомах и нейродермите вводят тегафур внутривенно по 0,4 г (10 мл 4 % раствора) 1 раз в день. Курс лечения — 10—15 введений (всего от 4 до 6 г тегафура на курс).
При эндогенных увеитах применяют 4 % раствор тегафура методом ванночкового фонофореза. Курс лечения — 10—15 ежедневных процедур по 5 мин. Лечение проводят 2—3 раза в год.

## Побочные явления
При длительном применении тегафура и при повышенной чувствительности больного возможно возникновение тошноты, рвоты, стоматита, диареи, лейкопении, тромбоцитопении. Лечение тегафуром должно проводиться под контролем состояния кроветворения.
При внутривенном введении препарата возможно головокружение. Во избежание этого рекомендуется производить вливание тегафура при положении больного лежа.

## Противопоказания
Тегафур противопоказан при уровне лейкоцитов ниже 3 * 109 клеток/л и тромбоцитов ниже 100 * 109 клеток/1, в терминальных стадиях онкологических заболеваний, при тяжёлых заболеваниях печени и почек, при острых профузных (обильных) кровотечениях, резко выраженных анемиях. Применение тегафура допускается не ранее чем через месяц после предшествующего лучевого или химиотерапевтического лечения.
Применение тегафура методом фонофореза противопоказано при гипотензии глаза (понижении внутриглазного давления), отслойке сетчатки и заболеваниях, при которых исключается лечение ультразвуком.